# Иршанск
Ирша́нск (укр. Іршанськ) — посёлок в Коростенском районе Житомирской области, центр Иршанской общины.
Название получил от находящейся недалеко реки Ирши.

## История
Основание посёлка связано с появлением главного промышленного объекта посёлка — Иршанского горно-обогатительного комбината, который специализируется на добыче и обогащении ильменитовых руд (титановая руда). Россыпные месторождения ильменита расположены в радиусе от шести до двадцати одного километра от Иршанска. Технология предусматривает раскрытие, добычу и обогащение руды. Это одно из крупнейших предприятий этого профиля в Европе.
Праздник посёлка — День металлурга (отмечается в третье воскресенье июля).

## Население
В январе 1989 года численность населения составляла 5794 человека.

### Языковой состав
Родной язык населения по данным переписи 2001 года:
| Язык       | Численность, чел. | Доля     |
| ---------- | ----------------- | -------- |
| Украинский | 5 598             | 88,24 %  |
| Русский    | 719               | 11,33 %  |
| Другие     | 27                | 0,43 %   |
| Итого      | 6 344             | 100,00 % |

## Галерея
- Дворец культуры «Титан»